# Lotería cantada
Lotería Cantada es un DVD de la cantante mexicana Lila Downs lanzado en noviembre de 2007. En este material, se documentan una serie de conciertos que se realizaron en la Ciudad de México y en Oaxaca de Juárez, durante febrero de 2006. El DVD es el resultado de una colaboración de diversos cineastas que trabajan con Downs y su banda. Según el sitio web de Lila, "Las imágenes fueron editadas" donde intervinieron nueve artistas visuales como: Ivonne Fuentes, Bruno Varela, Alejandro Cantú, Pedro Jiménez, Mario Viveros, Sal V. Ricalde, Fernando Llanos, Johnny Moreno y Elena Pardo. Las actuaciones fueron conciertos benéficos para el Fondo de Becas Guadalupe Musalem.
La música incluye obras originales y tradicionales canciones mexicanas que Lila Downs ha incluido en sus grabaciones. Se incluyeron temas como "La Cucaracha" y "La Llorona". 

## Temas
1. El Pescador
2. Dignificada
3. One Blood
4. Cucaracha
5. Hanal Weech (cumbia Maya)
6. Naila
7. Mother Jones
8. La Iguana
9. Malinche
10. La Llorona
11. Paloma Negra
12. Viborita (Concierto callejero en Oaxaca)

## Material extra
￼Más música
- Nueve Hierba (Videoclip de Pedro Jiménez con música de Lila Downs)
- Cumbia del mole (Videoclip dirigido por Johnny Moreno)
- La Cantina ("Una probadita del nuevo disco de Lila")
- One Blood / Una Sangre ("Conversaciones con Lila sobre algunos temas de este disco")

Documentales
- En el camino / On the road (Elena Pardo)
- Viki: Fondo de Becas Guadalupe Musalem (Elena Pardo)

Conversaciones con pintores oaxaqueños
- Lila + Guillermo Olguin (Cantinas)
- Lila + José Luis García (Tierra)
- Lila + Luis Zarate (Inspiración)

Lila + Cortometrajes
- Love Shots (Allen Downs)
- Ensalada de Nopal (Isabel Rojas)
- Tortillería Chinantla (Bruno Varela)
- Fuego (Elena Pardo)
- Juquilita (Elena Pardo)

Especial
- El DVD contiene una serie de enlaces de los diferentes colaboradores del mismo
- Galería de fotografías del concierto callejero en Oaxaca (se accede seleccionando la carta "El Tambor" en la secciñon "Jugar". Una vez que acaba el videoclip aparecerá la opción "Fotos")